# Charles Gratiot
 (mars 2019).
Si vous disposez d'ouvrages ou d'articles de référence ou si vous connaissez des sites web de qualité traitant du thème abordé ici, merci de compléter l'article en donnant les références utiles à sa vérifiabilité et en les liant à la section « Notes et références ».
Pour les articles homonymes, voir Gratiot.
Charles Gratiot, né à Lausanne en 1752 et mort le 20 avril 1817, est un homme d'affaires du Midwest américain à l'époque de la Révolution américaine. Il a participé au financement de la campagne militaire de l'Illinois de George Rogers Clark à la hauteur de 8 000 $ qui n'ont jamais été remboursés.

## Biographie
Charles Gratiot est né à Lausanne, en Suisse, un descendant de huguenots. Devenu adulte, il a émigré à Montréal où vivait un oncle qui travaillait dans le commerce des fourrures. Il a déménagé ensuite pour le pays des Illinois et a ouvert sa propre entreprise de fourrure en 1777 en ouvrant un magasin à Cahokia et devint un important commerçant. Lorsque George Rogers Clark  arriva en 1778, Charles Gratiot lui fournit du matériel pour ses hommes.
En 1781, Charles Gratiot s'installa à Saint-Louis dans le territoire de la Louisiane espagnole, où il a épousé Victoire Chouteau, une fille de Pierre Laclède, fondateur de la ville de saint-Louis et de Marie-Thérèse Chouteau avec laquelle il vivait en concubinage. Charles et Victoire ont eu 13 enfants, dont Charles Gratiot Junior et Henry Gratiot.
Après la Révolution américaine, Charles Gratiot se rendit en Virginie pour demander le remboursement des 8 000 $ de frais pour son aide à la campagne militaire de l'Illinois. Au lieu d'argent, il reçut des concessions de terres dans le Kentucky.
En 1795, Charles Gratiot hébergea William Clark à Saint-Louis. Gratiot a également aidé l'explorateur Meriwether Lewis qui fut nommé en Louisiane espagnole en tant que traducteur trilingue (anglais, espagnol et français) avec le gouverneur espagnol.
En 1804, après la vente de la Louisiane, Charles Gratiot était un témoin officiel du transfert de la Haute-Louisiane aux États-Unis, après quoi il a été nommé juge de la Cour des plaids communs, de la justice de paix et greffier du conseil des commissaires des terres.
Charles Gratiot est mort d'un accident vasculaire cérébral à Saint-Louis dans le Missouri.